# Gare des Moëres
La gare des Moëres (dite Les Moëres) est une ancienne gare ferroviaire française du Chemin de fer de Hondschoote à Bray-Dunes, située sur le territoire de la commune des Moëres, dans le département du Nord en région Hauts-de-France.

## Situation ferroviaire
La gare des Moëres était située sur la ligne du Chemin de fer de Hondschoote à Bray-Dunes, entre les gares de Ghyvelde et d'Hondschoote.

## Histoire
La gare des Moëres est mise en service en 1903 lors de l'ouverture à l'exploitation de la ligne à voie métrique reliant le terminus de Bray-Dunes-Plage à Hondschoote.

## Patrimoine ferroviaire
La gare est désaffectée et convertie en logement privatif. Les inscriptions sur la façade sont toujours présentes.